# Рыжая рыба-белка
Рыжая рыба-белка или длинношипая рыба-белка (лат. Holocentrus rufus) — вид лучепёрых рыб из семейства голоцентровых отряда Holocentriformes. Распространены в Атлантическом океане.

## Ареал и места обитания
Распространены в тропических и субтропических водах Атлантического океана. Рыжие рыбы-белки многочисленны в прибрежных водах от Северной Каролины и Бермудских островов до Бразилии, включая Мексиканский залив. Также встречаются у Карибских и Багамских островов.
Обитают в мелководных районах у коралловых рифов на глубине до 32 м.

## Описание
Тело удлинённое, несколько сжато с боков, овальной формы, покрыто крупной ктеноидной чешуёй. Верхняя челюсть заходит за вертикаль, проходящую через центр зрачка. Глаза большие, по форме напоминают беличьи. На обоих челюстях и в верхней части рта располагаются мелкие ворсинковидные зубы. В спинном плавнике 11 жёстких и 14—16 мягких лучей. В анальном плавнике 4 колючих и 9-11 мягких лучей. Третья колючка анального плавника сильно удлинённая. Хвостовой плавник сильно вырезанный.
Тело серебристо-красного цвета, вдоль тела проходят оранжевые полосы. Нижняя часть тела и брюхо белые. Колючие лучи спинного плавника с белыми кончиками.
Достигают максимальной длины 35 см, обычно около 25 см.

## Биология
Ведут ночной образ жизни, охотясь над песчаными грунтами и в зарослях водорослей. В дневные часы прячутся в расщелинах или под выступами рифов. Молодь группируется в стаи, а взрослые особи проявляют территориальное поведение.
Способны издавать звуки с помощью плавательного пузыря для коммуникации между особями и защиты от хищников. Издаваемые рыбами звуки представляют из себя гармонический сигнал с частотой 75—85 Гц. Сигнал состоит из 4—11 последовательных импульсов с постепенным увеличением промежутков между сигналами. Звук издаётся с помощью гомологичных быстросокращающихся мышц, которые прикреплены к рёбрам, проксимальная верхушка которых совмещена с плавательным пузырём. Каждый импульс является результатом движения рёбер вперёд-назад. Общая продолжительность звука (состоящего из 4—6 импульсов), издаваемого длинношипыми рыбами-белками, варьируется от 45 до 81 мсек. Интервал между импульсами составляет около 14 мсек, а каждый импульс продолжается 4,1 мсек.

### Питание
Основу рациона составляют представители меропланктона, такие как личинки крабов и креветок. Изредка в желудках обнаруживали мелких ракообразных и молодь рыб.